# Лингвист
Лингви́ст, лингвистка, языкове́д — учёный, специалист по лингвистике (языкознанию, языковедению).
Профессиональные лингвисты работают в вузах и исследовательских институтах, а также в прикладных областях (компьютерная лексикография, автоматический анализ текста, машинный перевод и пр.).

## Классификация
Лингвистов можно классифицировать по их специализации:
- по изучаемому языку[4]:
  - специалисты по конкретному языку — например, русисты, англисты, латинисты, португалисты, авароведы, татароведы, японисты, арабисты и т. п.
  - специалисты по группе/семье языков — например, германисты, романисты, кельтологи, иранисты, слависты, индоевропеисты, уралисты, тюркологи и туркменологи, монголоведы, картвелисты, дагестановеды, семитологи, бантуисты, дравидологи и т. п.
  - специалисты по языкам определённого региона — например, американисты, африканисты, балканисты, кавказоведы и т. п.
- по теме, связанной с конкретным разделом или направлением лингвистики — например, фонетисты, грамматисты, морфологи, синтаксисты, семасиологи (реже употребляются обозначения семантисты или семанты), лексикологи (по уровню языка); типологи, компаративисты, психолингвисты, социолингвисты, диалектологи, полевые лингвисты, историки языка (по аспекту рассмотрения языка и используемым методам) и т. п.
- по теоретическому направлению — например, формалисты (сторонники формальных направлений в лингвистике) vs. функционалисты (сторонники функционализма), генеративисты (сторонники генеративизма, в основном входят в число «формалистов»), когнитивисты (сторонники когнитивной лингвистики) и пр.; в прошлом важными категориями лингвистов были дескриптивисты (сторонники дескриптивизма), структуралисты (сторонники структурализма) и др.

## Лингвисты в СССР и современной России

### Лингвисты и филологи
По официальной номенклатуре, принятой в СССР и России, лингвистика (языкознание) включается в состав «филологических наук», поэтому более общим именованием для лингвистов и представителей смежных дисциплин (литературоведов, фольклористов, филологов в узком смысле) нередко выступает «фило́лог».

### Довузовское образование
Как правило, элементарную лингвистическую подготовку школьники получают на уроках русского языка и иностранных языков. Кроме того, при ряде вузов действуют лингвистические кружки для школьников; чрезвычайно полезным для всех интересующихся лингвистикой является и участие в лингвистических олимпиадах.

### Вузовское образование
Профессиональных лингвистов готовят на филологических (либо специализированных лингвистических) факультетах вузов.
Из числа специальностей, входящих в Перечень направлений подготовки (специальностей) высшего профессионального образования, утверждённого Министерством образования и науки России, к лингвистическим (включая педагогические) можно отнести:
030000 ГУМАНИТАРНЫЕ НАУКИ
| Номер  | Специальность                                               | Квалификация                                      |
| ------ | ----------------------------------------------------------- | ------------------------------------------------- |
| 031000 | Филология                                                   | 62 Бакалавр филологии, 68 Магистр филологии       |
| 031001 | Филология                                                   | 65 Филолог Преподаватель                          |
| 031100 | Лингвистика                                                 | 62 Бакалавр лингвистики, 68 Магистр лингвистики   |
| 031200 | Лингвистика и межкультурная коммуникация                    |                                                   |
| 031201 | Теория и методика преподавания иностранных языков и культур | 65 Лингвист, преподаватель                        |
| 031202 | Перевод и переводоведение                                   | 65 Лингвист, переводчик                           |
| 031203 | Теория и практика межкультурной коммуникации                | 65 Лингвист, специалист по межкультурному общению |
| 031300 | Лингвистика и новые информационные технологии               |                                                   |
| 031301 | Теоретическая и прикладная лингвистика                      | 65 Лингвист                                       |

050000 ОБРАЗОВАНИЕ И ПЕДАГОГИКА
| Номер  | Специальность              | Квалификация                                                                    |
| ------ | -------------------------- | ------------------------------------------------------------------------------- |
| 050300 | Филологическое образование | 62 Бакалавр филологического образования, 68 Магистр филологического образования |
| 050301 | Русский язык и литература  | 65 Учитель русского языка и литературы                                          |
| 050302 | Родной язык и литература   | 65 Учитель родного языка и литературы                                           |
| 050303 | Иностранный язык           | 65 Учитель иностранного языка                                                   |

### Номенклатура лингвистических специальностей
Министерством образования и науки России утверждён следующий список специальностей научных работников в рамках раздела 10.02.00 «Языкознание»:
- 10.02.01 — Русский язык
- 10.02.02 — Языки народов Российской федерации (с указанием конкретного языка или языковой семьи)
- 10.02.03 — Славянские языки
- 10.02.04 — Германские языки
- 10.02.05 — Романские языки
- 10.02.14 — Классическая филология, византийская и новогреческая филология
- 10.02.19 — Теория языка
- 10.02.20 — Сравнительно-историческое, типологическое и сопоставительное языкознание
- 10.02.21 — Прикладная и математическая лингвистика
- 10.02.22 — Языки народов зарубежных стран Европы, Азии, Африки, аборигенов Америки и Австралии (с указанием конкретного языка или языковой семьи)

По соответствующим специальностям российские учёные могут защищать кандидатские и докторские диссертации.